# 日本第2屆帝國議會
第2屆帝國議會（日语：／ Dainikai Teikoku Gikai）是1891年（明治24年）11月26日召開的大日本帝国帝國議會（通常會）。

## 經過與概要

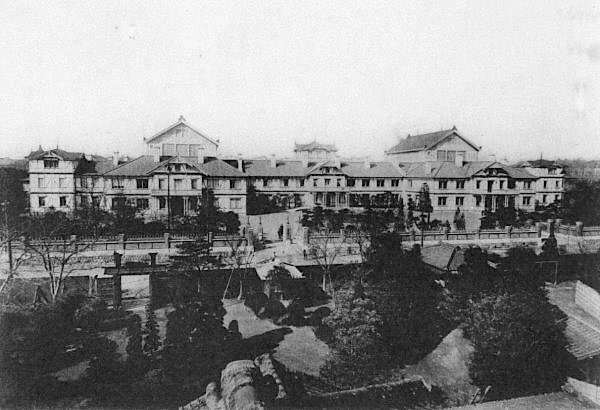
第二次臨時議事堂（第二次仮議事堂）在第2屆帝國議會召開的1891年至1925年間使用

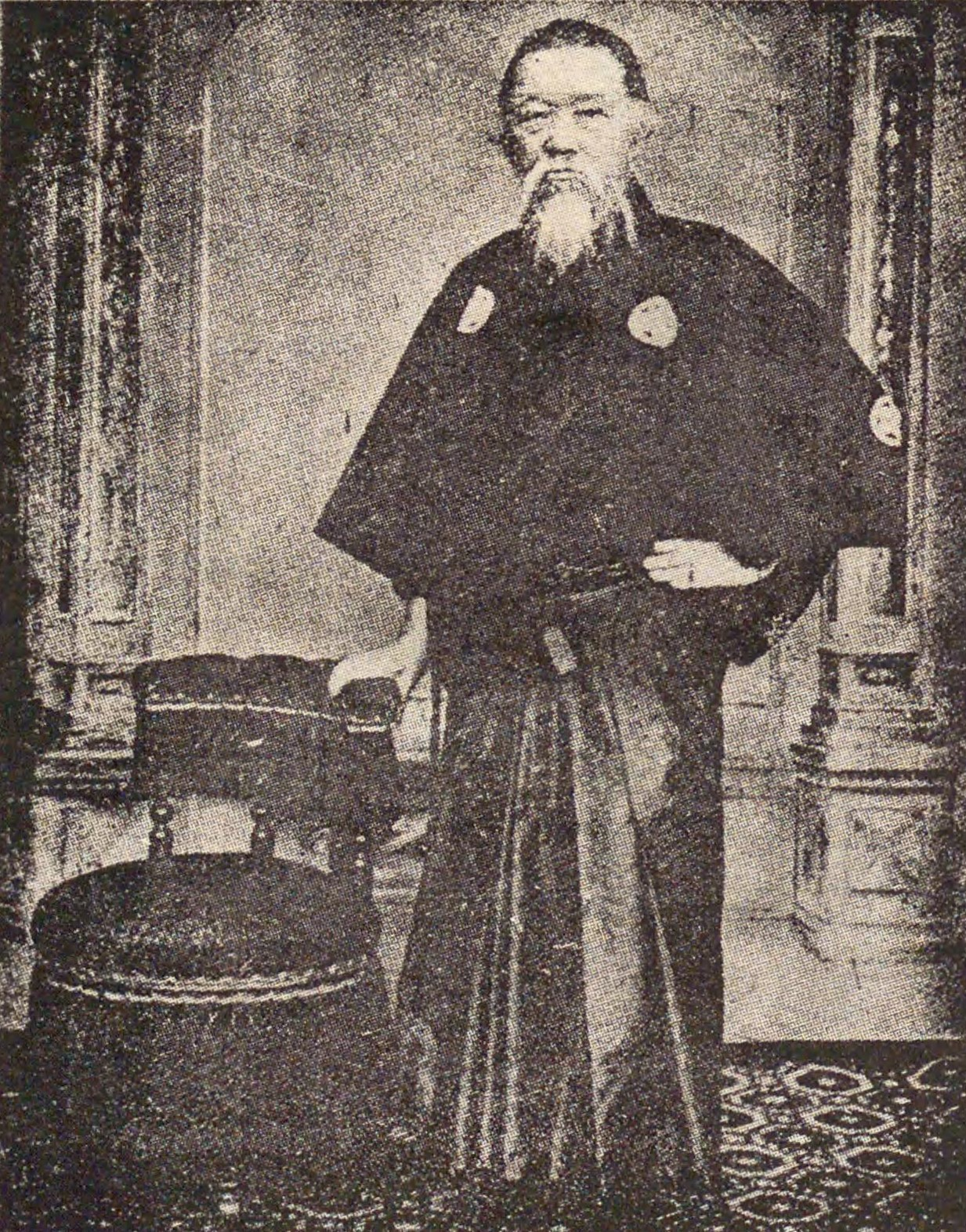
田中正造（1901年）

1891年（明治24年）11月26日，第2屆帝國議會在第一屆松方內閣主持下召開。自由黨領袖河野廣中認為第一議會或許是仿效歐美的儀式，或是藩閥政府與民黨的「顏見世表演」，第二議會才可稱「真正的第一議會」。
在眾議院，栃木3區選出的田中正造議員（立憲改進黨籍）就足尾礦毒問題，依憲法第27條與礦業條例第19條對取消銅山採掘許可與受害救濟對策，以及將來礦害預防方策等提出質問。質問基於1880年代後葉起渡良瀨川及其流域魚類減少與植物枯死嚴重可能源於栃木縣上都賀郡足尾銅山礦毒。
在民黨，立憲自由黨分裂後，以欧洲留學回國的星亨為中心展開黨內調整，改組為不受選民干涉的純粹議員政黨，排除擁有院外隱藏勢力的大井憲太郎與左派中江兆民等勢力後，一掃向來大眾政黨要素，並強化與立憲改進黨的提攜。民黨方面在第二議會未受政府各種削減干擾，政府提出的军舰建造費、陸軍兵器彈藥改良費、炮台建設費、製鋼所設立費、鐵道國有公債案等軍事預算案全被否決。政府試圖以超越黨派的鐵道建設與私鐵國有化來懷柔民黨，但沒有效果。
對此，12月22日的眾議院本会議上，海軍大臣樺山資紀表示「薩長政府還是甚麼政府再怎麼講，今日保衛國家安寧，不計對象保衛四千萬生靈安全，是誰的功勞」，即所謂「蠻勇演說」，引發議會糾紛。樺山的發言被認為是藩閥政府方面真實意願，但此言既出，審議無從談起，只讓事態更加險惡。不耐煩的伊藤博文暫時擱置現狀，在山口激勵內閣總理大臣松方正義。最終松方首相於1891年（明治24年）12月25日做出眾議院解散決定。這表明政府不同意削減預算。這是日本憲政史上首次行使解散權，會期於眾議院解散同日結束。
之後1892年2月15日，第2屆眾議院議員總選舉實施。

### 引用
1. 1 2 3 4 5 6  色川 1974，第483—484頁.
2. 1 2 3 4  佐佐木 2010，第78—80頁.
3. ↑  . kotobank （日语）.
4. ↑  . 國立公文書館.   [2022-11-14]. （原始内容存档于2022-08-09）.
5. ↑  佐佐木 2010，第69—70頁.

## 來源
- 色川大吉（日语：色川大吉）.  . 中公文庫. 中央公論社. 1974-08.
- 佐佐木隆（日语：佐々木隆 (歴史学者)）.  . 講談社學術文庫（日语：講談社学術文庫）. 讲谈社. 2010-03. ISBN 978-4-06-291921-0.